# Balthasar Rösler
Balthasar Rösler (* 22. Dezember 1605 in Heinrichsgrün, Böhmen; † 23. Juli 1673 in Altenberg) war ein deutscher Bergmann und Markscheider. Gelegentlich wird er auch in der Schreibweise Balthasar Roessler zitiert.

## Leben und Wirken
Balthasar Rösler wurde 1605 in Heinrichsgrün (heute: Jindřichovice, Tschechien) geboren. Als die Gegenreformation in den 1620er Jahren Böhmen erreichte, emigrierte der Protestant Rösler in das evangelische Kurfürstentum Sachsen. Bis 1634 arbeitete er im Freiberger und Marienberger Bergbau, danach verschlechterten sich seine Lebensumstände aufgrund des Dreißigjährigen Krieges derart, dass er nach Böhmen zurückkehrte und sich in Graslitz niederließ, wo er von 1634 bis 1649 als Schichtmeister und Direktor eines Eisenhammerwerks wirkte. Als eine neue Rekatholisierungswelle Böhmen erreichte und das Graslitzer Berg- und Hüttenwesen immer weiter zurückging, ging Rösler wieder nach Sachsen. Bis 1663 wirkte er als Markscheider, Bergbeamter und Gewerke in Freiberg, danach wurde er in Altenberg zum Bergmeister des Bergamts berufen. Diese Funktion übte er bis zu seinem Tod aus.

## Verdienste

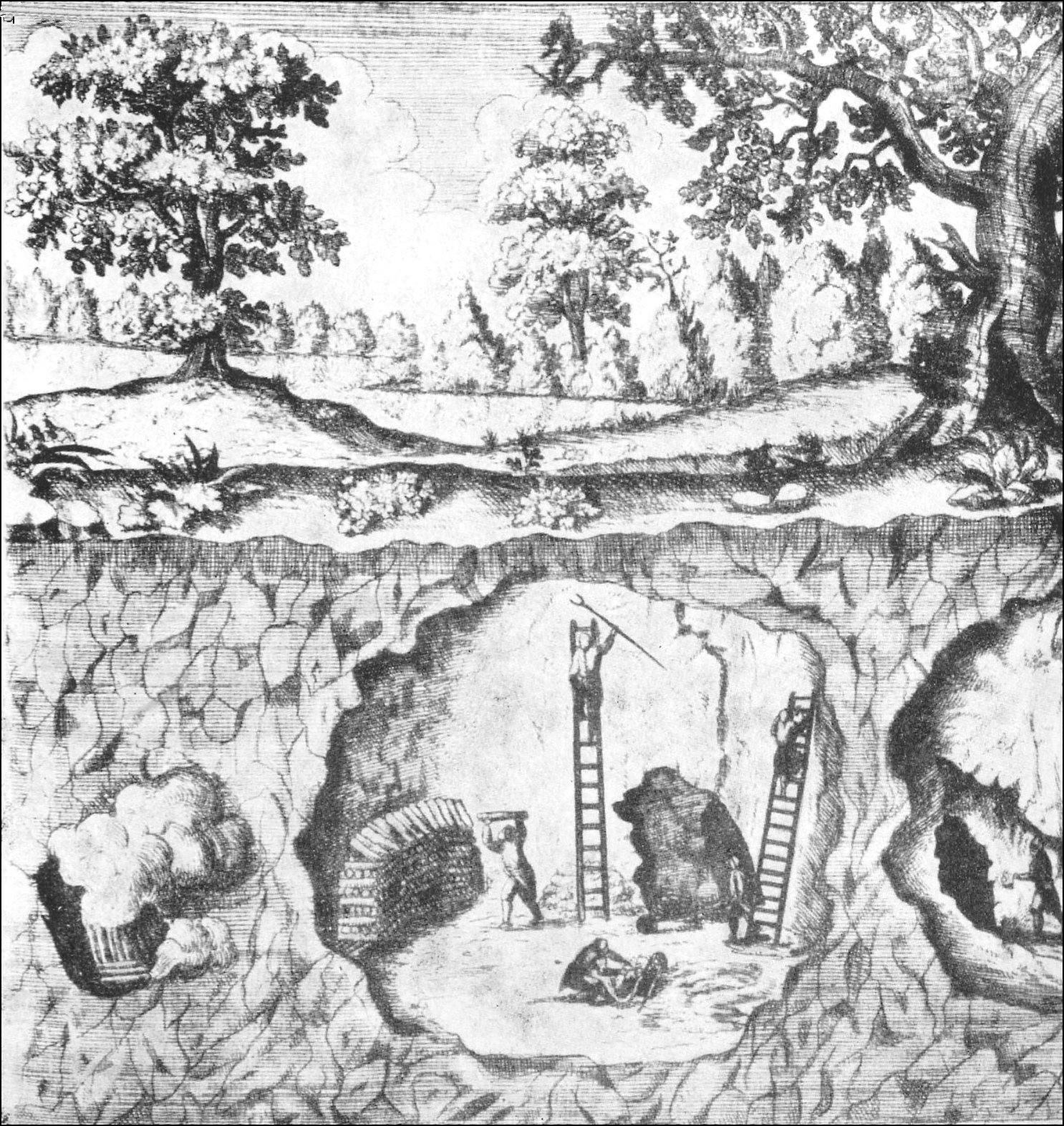
„Feuersetzen im Zinnbergbau“: Darstellung aus dem Hell-polierten Berg-Bau-Spiegel (1700)

Sein 1633 in den sächsischen Bergbau eingeführter Hängekompass mit Kardan-Aufhängung bewirkte eine immense Verbesserung markscheiderischer Arbeit. Bis zur Einführung des Theodolits im 19. Jahrhundert war er das wichtigste Instrument des Markscheiders.
In seinem Werk Speculum metallurgiae politissimum – Hell-polierter Berg-Bau-Spiegel fasste er seine langjährigen Erfahrungen im Bergbau zusammen. Es wurde 1700 von seinem Enkel Johann Christoph Goldberg herausgegeben und wurde zu einem wichtigen Lehrwerk der Bergbaukunst.
Darüber hinaus erstellte Rösler eine Reihe exakter Grubenrisse.

## Werke
- Speculum Metallurgiae Politissimum, Oder: Hell-polierter Berg-Bau-Spiegel, 1700 (Digitalisat SLUB, Digitalisat ETH).